# Tibet-Wildschaf
Das Tibet-Wildschaf (Ovis hodgsonii), auch Tibet-Argali genannt, ist ein in Tibet, Gansu, Ladakh, Mustang und im Norden von Sikkim vorkommendes Wildschaf. Je nach Autor wird es als eigenständige Art innerhalb der Ovis ammon-Gruppe oder als Unterart des Argalis angesehen.

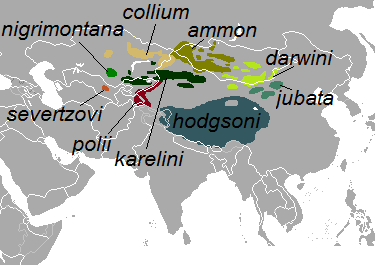
Das Verbreitungsgebiet des Tibet-Wildschafs

## Merkmale
Das Tibet-Wildschaf ist ein relativ großes Wildschaf, es liegen jedoch nur wenige Messungen vor. Die vermessenen Männchen erreichten eine Kopf-Rumpf-Länge von 167 Zentimeter, eine Schulterhöhe von 115 bis 118 Zentimeter und ein Gewicht von 98 bis 105 kg. Die Kopf-Rumpf-Länge der Weibchen liegt bei 148 Zentimeter, ihre Schulterhöhe bei 99 bis 122 Zentimeter und ihr Gewicht beträgt etwa 68 kg. Der winzige Schwanz ist 2,5 bis 5,8 Zentimeter lang. Sowohl die Männchen als auch die Weibchen besitzen Hörner. Die der Männchen sind mit einem Umfang an der Basis von 39 bis 43 Zentimeter allerdings wesentlich größer. Der Basisumfang der Hörner der Weibchen liegt bei etwa 19 Zentimeter und ihre Länge kann 36 bis 46 Zentimeter betragen. Die spiralförmig gebogenen, aber keinen vollen Kreis ausbildenden Hörner der Männchen können 86 bis 146 Zentimeter lang werden. Die Schädel der Männchen wiegen mit den Hörnern 7,2 bis 18 kg. Bei älteren Männchen sind die Hörner an ihren Spitzen oft splittrig abgebrochen. Tibet-Wildschafe haben eine braune bis graubraune Grundfärbung, wobei die Körperseiten etwas heller als der Rücken sind. Ein heller Sattelfleck zwischen den Schultern fehlt. Der den Schwanz umgebende Spiegel ist weiß. Die Vorderseiten aller vier Gliedmaßen sind dunkel. Ihre Rückseiten, der Bauch und der Unterkiefer sind weiß. Ein dunkler, partiell unterbrochener Streifen trennt die hell graubraunen Körperseiten von der weißen Bauchseite. Im Frühjahr sind die Oberschenkel heller als der Rumpf. Der Hals ist von einer weißen Halskrause umgeben.

## Lebensraum und Lebensweise
Tibet-Wildschafe leben im Hochland von Tibet in hügeligem und zerklüftetem Gelände. Sie vermeiden aber sowohl steile Berghänge als auch Ebenen. Letztere werden nur durchquert, um von einer Bergkette zur anderen zu wechseln. Hügel und große Felsen werden erklommen, um potentielle Beutegreifer, z. B. Wölfe aufzuspüren. Auch auf der Flucht weichen sie kaum in steiles Gelände aus. Die Tiere sind tagaktiv und im Laufe des Tages wechseln sich Fress- und Ruhezeiten ab. Tibet-Wildschafe ernähren sich vor allem von Kräutern; außerdem werden Gräser gefressen. Im Winter sind sie auf schneefreie Gebiete oder Gebiete mit einer minimalen oder lückenhaften Schneedecke angewiesen. Regionen mit Schneehöhen von mehr als 20 Zentimeter werden gemieden. Tibet-Wildschafe paaren sich im Dezember und im Januar. Männchen und Weibchen bilden während der Paarungszeit getrennte Gruppen, die jedoch zeitlich begrenzt sind. Nach einer Trächtigkeitsdauer von 155 bis 165 Tagen werden die Lämmer Ende Mai und Anfang Juni geboren. Fast im gesamten Verbreitungsgebiet lebt das Tibet-Wildschaf sympatrisch mit dem Blauschaf (Pseudois nayaur). Die zwei Arten nutzen die gleichen Lebensräume jedoch unterschiedlich. Blauschafe halten sich mehr in steilem Gelände auf und ernähren sich mehr von Gräsern, während die Tibet-Wildschafe leicht hügeliges Gelände und Kräuter bevorzugen.

## Systematik
Das Tibet-Wildschaf wurde 1841 durch den englischen Zoologen Edward Blyth erstmals wissenschaftlich beschrieben. Oft wurde und wird es noch als Unterart des Argalis (Ovis ammon) angesehen. Die Mammalogen Colin Groves und Peter Grubb gaben dem Tibet-Wildschaf im Zuge einer 2011 veröffentlichten Revision der Huftiere jedoch den Status einer eigenständigen Art, was im Huftierband des Handbook of the Mammals of the World, der im gleichen Jahr erschienen ist, so übernommen wurde. In vielen anderen Veröffentlichungen wird das Tibet-Wildschaf jedoch weiterhin als Unterart des Argalis geführt.
Eine in der chinesischen Provinz Gansu vorkommende Wildschafpopulation wurde als Ovis ammon dalailamae beschrieben. Morphologisch kann sie nicht vom Tibet-Wildschaf unterschieden werden, es bestehen jedoch cytogenetische Unterschiede.

## Gefährdung
Die IUCN führt das Tibet-Wildschaf nicht als eigenständige Art, schätzt den Bestand aller Argalis aber insgesamt als potenziell gefährdet ein. In der Vergangenheit war die Jagd ein wichtiger Faktor für den Rückgang der Art, heute ist es vor allem die Konkurrenz durch die zunehmende Viehhaltung (Schafe und Ziegen), die damit verbundenen Störungen durch den Menschen und ihre Hirtenhunde und die Verdrängung der Wildschafe in höher gelegene Gebiete mit einer kargeren Nahrung. Dadurch wurde der Lebensraum der Wildschafe zersplittert und die verschiedenen Populationen sind voneinander isoliert. In Ladakh lebten Anfang der 1990er Jahre nur etwa 200 Exemplare. Durch ein Verbot der Jagd konnte sich der Bestand etwas erholen und wuchs auf 300 bis 360 Individuen, stagniert seitdem aber.